# 京都府道102号嵐山西院線
京都府道102号嵐山西院線（きょうとふどう102ごう あらしやまさいいんせん）は、京都府京都市西京区から京都市右京区に至る一般府道である。

## 概要
京都市西京区嵐山朝月町から京都市右京区西院三蔵町に至る。
阪急嵐山線 松尾大社駅前の松尾大社交差点を発し、阪急京都線 西院駅上にある終点の西大路四条交差点まで四条通を一貫して東へ向かう路線である。かつては主要地方道であったが、後に一般府道へ降格した。全線が主要地方道である京都市道186号嵐山祇園線と重複しているため、一般府道である本路線に府道102号を示すものはなく、存在が顕在しない。この経緯については、本稿の歴史を参照のこと。

### 路線データ
- 起点：京都市西京区嵐山朝月町[注釈 1][1]（松尾大社交差点、京都府道29号宇多野嵐山山田線上、京都市道186号嵐山祇園線起点）
- 終点：京都市右京区西院三蔵町[1]（西大路四条交差点[2]、京都市道181号京都環状線交点、京都市道186号嵐山祇園線上）
- 重要な経過地：京都市右京区西院東貝川町[1]
- 総延長：4.1 km[要出典]

## 歴史
本路線は、旧道路法（大正8年法律第58号）によって制定されていた府道京都松尾線の一部を継承したものである。道路法（昭和27年法律第180号）第56条の規定に基づいた主要な都道府県道（主要地方道）として1954年（昭和29年）に建設省が日本で初めて指定した路線の1つである。
転機となったのは1976年（昭和51年）のことで、同年に実施された第4次の主要地方道指定時に府道嵐山西院線の全線や京都市道四条通の全線などをもって嵐山祇園線として主要地方道に指定されたことで嵐山西院線の主要地方道としての地位は失ったが、この際に府道路線までは廃止されずに残されており、地図上では京都市道186号嵐山祇園線に隠れるようにして現在に至っている。

### 年表
- 1954年（昭和29年）1月20日 - 建設省が府道京都松尾線の一部を嵐山西院線（京都市右京区嵐山朝月町 - 京都市右京区西院三蔵町）として主要地方道に指定[6]。
- 1955年（昭和30年）10月18日 - 京都府が嵐山西院線（京都市右京区嵐山朝日町[注釈 1] - 同右京区西院三蔵町）として府道路線認定。整理番号は主要地方道31号[7]。
- 1976年（昭和51年）4月1日 - 建設省が府道宇多野嵐山樫原線の一部、府道嵐山西院線、市道四条通を嵐山祇園線（京都市右京区嵐山朝月町 - 京都市東山区祇園町南側）として主要地方道に指定したため、嵐山西院線は主要地方道ではなくなる[3]。
- 1983年（昭和58年）2月1日 - 京都府が府道路線を認定した告示の一部を改正し、整理番号を主要地方道31号から下鴨大津線の主要地方道昇格に伴って1972年（昭和47年）から空番となっていた[8][9]一般地方道2号に変更し、重要な経過地に京都市右京区西院東貝川町を追加[注釈 2][4]。
- 1994年（平成6年）4月1日 - 京都府が路線番号を再編（路線認定の一部改正）し、整理番号を一般地方道102号に変更[1]。

## 路線状況

### 重複区間
- 京都府道29号宇多野嵐山山田線（京都市西京区嵐山朝月町・松尾大社交差点（起点） - 京都市右京区梅津大縄場町・罧原堤四条交差点）
- 京都市道186号嵐山祇園線（京都市西京区嵐山朝月町・松尾大社交差点 - 京都市右京区西院三蔵町・西大路四条交差点（全線））

### 道路施設

#### 橋梁
- 松尾橋（桂川、京都市西京区 - 京都市右京区）
- 梅津橋（有栖川、京都市右京区）

## 地理

### 通過する自治体
- 京都府
  - 京都市（西京区 - 右京区）

### 交差する道路
| 交差する道路                                                                              | 市町村名 | 市町村名 | 交差する場所 | 交差する場所            |
| ----------------------------------------------------------------------------------------- | -------- | -------- | ------------ | ----------------------- |
| 京都府道29号宇多野嵐山山田線 / 嵯峨街道 重複区間起点 京都市道186号嵐山祇園線 重複区間起点 | 京都市   | 西京区   | 嵐山朝月町   | 松尾大社交差点 / 起点   |
| 京都府道29号宇多野嵐山山田線 / 嵯峨街道 重複区間終点                                      | 京都市   | 右京区   | 梅津大縄場町 | 罧原堤四条交差点        |
| 京都府道133号嵯峨野西梅津線                                                               | 京都市   | 右京区   | 梅津西浦町   |                         |
| 京都府道132号太秦上桂線 / 梅津街道                                                        | 京都市   | 右京区   | 梅津段町     | 梅津段町交差点          |
| 国道162号 / 天神川通                                                                      | 京都市   | 右京区   | 西院笠目町   | 天神川四条交差点        |
| 京都市道181号京都環状線 / 西大路通 京都市道186号嵐山祇園線 / 四条通 重複区間終点          | 京都市   | 右京区   | 西院三蔵町   | 西大路四条交差点 / 終点 |

### 交差する鉄道
- 阪急嵐山線

### 沿線
- 松尾大社
- 阪急嵐山線 松尾大社駅
- 松尾橋（桂川を渡す）
- 京都朝鮮第二初級学校
- 梅宮大社
- 京都市立梅津北小学校
- 長福寺
- 京都市立梅津小学校
- 有栖川
- 日新電機
- 三菱自動車工業京都製作所
- 天神川
- 京都市営バス梅津営業所
- 京都外国語大学
- 京都外国語短期大学
- 京都外大西高等学校
- 京都ファミリー
- 右京郵便局
- 西院春日神社
- 阪急京都線 西院駅